# Palazzo Pignone
Il palazzo Pignone è un edificio monumentale di Napoli, ubicato lungo il decumano maggiore, al civico 305.
Il palazzo fu edificato nel XVI secolo; il nome del progettista è sconosciuto. Venne rimaneggiato due secoli dopo, come è dimostrato dalle decorazioni in stucco delle finestre. Il palazzo presentava un lodato giardino costruito nella cavea di uno dei teatri della città.
Nel corso dei secoli l'immobile ha subito numerose superfetazioni, soprattutto nel corso del Novecento.
La parte di maggior pregio è il portale, che rispetta un rigido canone di regole compositive sugli ordini architettonici. Ciò denota che la formazione classica del progettista, che presumibilmente conosceva i trattati d'architettura rinascimentale, con particolare riferimento all'ideazione dell'ordine classico da parte di Andrea Palladio; oppure è ipotizzabile che il medesimo abbia avuto contatti con altre personalità di spicco in campo architettonico al di fuori del Regno di Napoli.